# Dipiridamol
Dipiridamol (Persantin, Antistenokardin) je lek koji inhibira formiranje tromba pri hroničnoj primeni i uzrokuje vazodilataciju kad se koristi u visokim dozama tokom kratkog vremenskog intervala.

## Mehanizam i dejstvo
- On deluje kao inhibitor tromboksanske sintaze, te snižava TXA2 nivoe i time sprečava njeno dejstvo (agregaciju trombocita, bronhokonstrikciju i vazokonstrikciju).
- On inhibira ćelijsko preuzimanje adenozina u trombocite, crvena krvna zrnca i endotelne ćelije čime dovodi do povećanja ekstracelularne koncentracije adenozina.
- Dipiridamol takođe inhibira fosfodiesterazu, koja normalno razlaže cAMP

## Spoljašnje veze
|  | Molimo Vas, obratite pažnju na važno upozorenje u vezi sa temama iz oblasti medicine (zdravlja). |